# Соколов, Василий Дмитриевич
Соколо́в Васи́лий Дми́триевич (23 февраля 1919, село Ивановка — 8 марта 1990, Москва) — советский писатель. Член Союза писателей СССР с 1952 г.  Участник Великой Отечественной войны, полковник. Член КПСС с 1949 года.

## Биография
Родился в селе Ивановка Липецкого уезда Тамбовской губернии, в настоящее время — Добринского района Липецкой области. Ещё в школе он начал писать стихи, очерки, печатался в районных и областных газетах. Как активного селькора его пригласили на работу в районную газету, а затем в Воронежскую областную молодежно-комсомольскую газету «Молодой коммунар». В 1939 году Василий Дмитриевич был призван в армию.

## Участие в Великой Отечественной войне
На фронтах войны с июня 1941 года, являлся литературным сотрудником отдела фронтовой жизни редакции газеты «Советский воин». В ноябре 1941 года был ранен осколком мины и находился на излечение 5 месяцев. В составе 1-й гвардейской армии принимал участие в защите Сталинграда.

## Творчество
После войны Василий Дмитриевич учился в Литературном институте им. М. Горького.
Как прозаик он начал печататься с 1945 года в альманахе «Литературный Воронеж» с рассказами и очерками о Великой Отечественной войне.
Среди его произведений:
- «Утро новой Болгарии» (1951)
- «Из фронтовых записок» (1956)
- «Сердце крылатых» (1961)
- «Войну прошедшие» (1980)
- «Равнение на знамя» (1984)

Автор романов:
- «Вторжение» (1963)
- «Крушение» (1970)
- «Избавление» (1972)

Его произведения посвящены деятельности советских военачальников, с которыми В. Д. Соколов был лично знаком: Г. К. Жуков, К. К. Рокоссовский, М. С. Шумилов и др.
В. Д. Соколов вёл большую переписку с Г. К. Жуковым, которая впоследствии легла в основу его трилогии.

«Все пережитое в дни Московской битвы нашло отображение в моём творчестве, в том числе и в романе „Вторжение“. В этом романе я старался запечатлеть думы и боевые дела рядовых защитников столицы, раскрыть образы полководцев и особенно командующего фронтом Жукова… Книга и открыла мне дорогу к маршалу Жукову, положила начало встречам и продолжительным беседам, которые во многом помогли мне завершить непростую работу над всей трилогией, посвященной Великой Отечественной войне, — в неё вошли также романы „Крушение“ и „Избавление“. Рассказы Георгия Константиновича я, конечно же, подробно записывал во время бесед. Но кроме этих записей, я берегу как драгоценные реликвии письма маршала — доброжелательные, подробные, откровенные»— Соколов В. Слово о маршале Жукове // Маршал Жуков. Каким мы его помним. М., 1989. С. 204—263.
Похоронен на Троекуровском кладбище.

## Награды
- Орден Отечественной войны II степени
- Орден Красной Звезды, (дважды)
- Орден «Знак Почёта»
- медали:
- «За боевые заслуги» (04.05.1943)
- «За оборону Сталинграда»